# ルドラ (航空機)
HAL ルドラ
エアロインディア2013でのHALルドラ
- 用途：武装ヘリコプター
- 製造者：ヒンドスタン航空機
- 運用者： インド

  - インド陸軍（陸軍航空隊（英語版））
  - インド空軍
  - インド海軍（海軍航空隊（英語版））
- 初飛行：2007年8月16日
- 運用状況：現役
- 原型機：HALドゥルーブ
- 派生型：HAL 軽戦闘ヘリコプター

HAL ルドラ (HAL Rudra, 別名HAL ALH-WSI) は､インドのヒンドスタン航空機（HAL）が開発した汎用ヘリコプター"ドゥルーブ"の武装派生型である。
ルドラには赤外線前方監視装置（FLIR）、熱線映像装置、20mm機関砲、70mmロケットポッド、対戦車ミサイル、空対空ミサイル等が装備される 。

## 概要

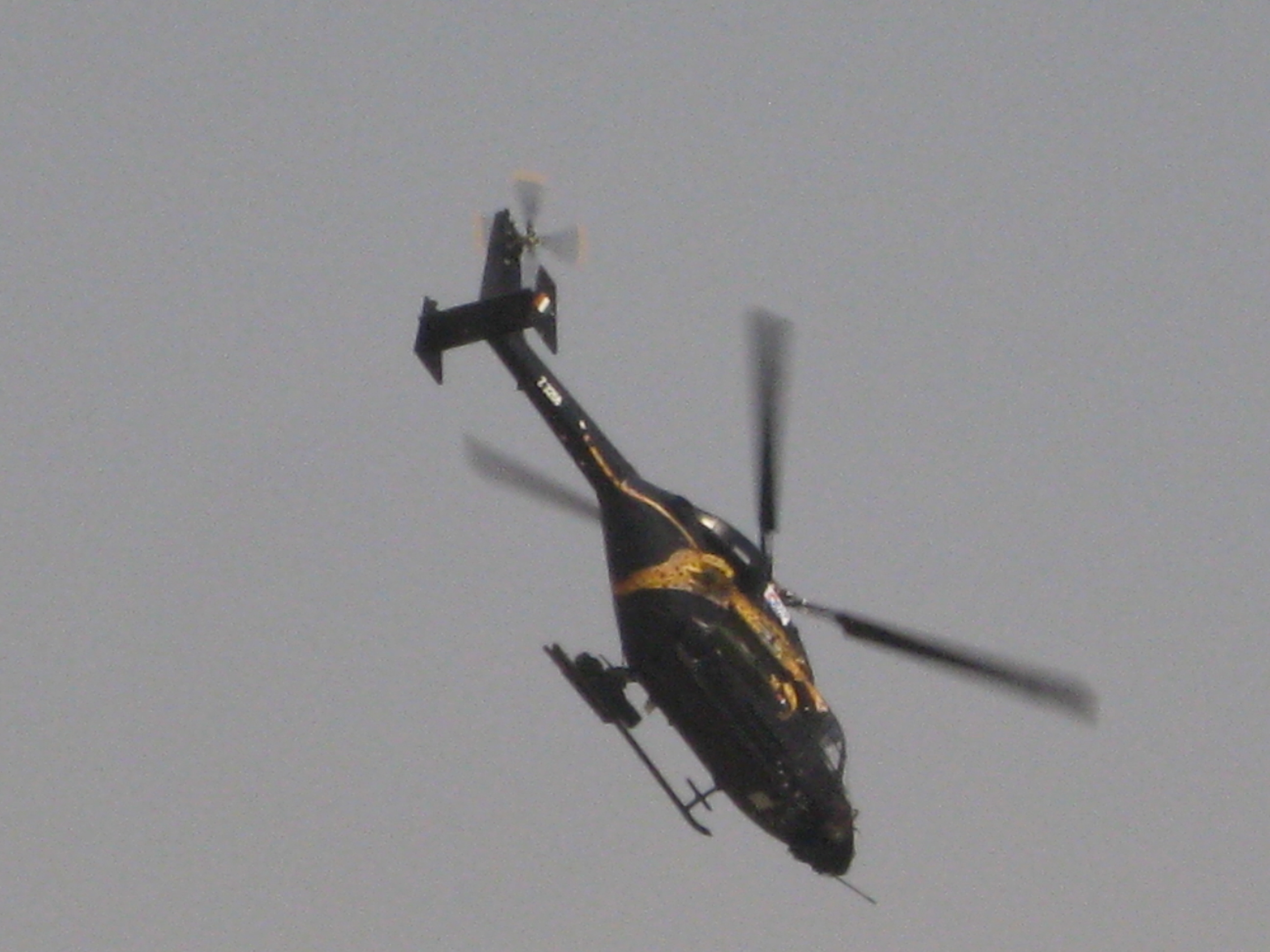
HAL ドゥルーブ-WSI プロトタイプ

ドゥルーブの設計を発展させた本格的な攻撃ヘリコプターであるHAL 軽戦闘ヘリコプターの試験中に、ドゥルーブの機体設計に大きな手を加えず迅速に配備・運用が実現可能な案として、ドゥルーブの武装バージョンの配備が考えられた。この機体はルドラと命名された。
2011年9月にルドラの電子光学システムと武器システムの統合試験、20mm機関砲を含む火器の発射試験が行われ、11月には70mmロケット弾ポッドおよびMBDA製ミストラル対空ミサイルの発射試験が行われた。ルドラは要求された性能要件をクリアした。
ルドラはドゥルーブMk.3と同等のグラスコックピットを備え、統合されたセンサー、火器管制システム、電子戦システムを搭載しており、センサーには昼間および夜間用の赤外線カメラ、赤外線前方監視装置（FLIR）、レーザーレンジファインダー等が含まれている。また、SAAB製の統合防衛補助システム（ Integrated Defensive Aids Suite, IDAS）を装備しており、これには電子戦に対する防護システム、照準レーダー被照射およびミサイル検出・警報装置、赤外線妨害装置、チャフおよびフレアディスペンサーが含まれている。ルドラは偵察・兵員輸送・対戦車戦・近接航空支援など様々な任務に投入可能であると考えられている。
2012年9月には最初のルドラ量産機に対する地上での試験が完了し、この中では対地ミサイルの運用試験も行われた。この試験の完了後、インド陸軍と空軍は計76機のルドラをHALに発注した。
2012年から13年にかけてインド海軍もルドラの試験を行い、この機種が沿岸での監視任務に適していると結論付けた。インド海軍はルドラのセンサーシステムが12～14kmの距離で船舶を追跡し、船名を読み取れる事に感銘を受け、20機以上の発注を検討しているとされている。

## 形式

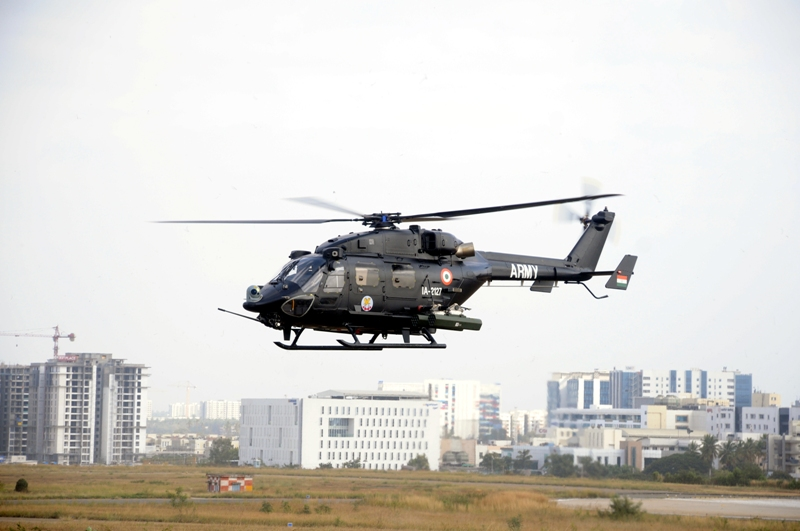
インド陸軍航空隊のルドラ Mk.4

- ルドラ Mk.3 - ドゥルーブ Mk.3をベースに電子戦システムやセンサー類を搭載した非武装の機種。
- ルドラ Mk.4 - ルドラ Mk.3にネクスター製20mm機関砲塔、ベルギー製70mmロケット弾ポッド、MDMA製空対空および空対地ミサイルを搭載する機種。

## 運用国
インド
- インド陸軍
- インド空軍 - 2024年時点で、16機のルドラを保有[2]。
- インド海軍